# Aldoladdition
Die Aldoladdition ist eine Additionsreaktion aus dem Bereich der organischen Chemie. Bei der Aldoladdition reagieren Aldehyde und Ketone zu β-Hydroxyaldehyden (Aldole) oder β-Hydroxyketonen. 

## Übersichtsreaktion
Die Aldoladdition wird hier beispielhaft an der Reaktion von zwei Molekülen des Acetaldehyds durchgeführt. Die Reaktion verläuft entweder basen- oder säurekatalysiert: 
Die grün markierte Bindung ist die neu geknüpfte Bindung zwischen den beiden Aldehyden. Bei dieser Additionsreaktion entsteht 3-Hydroxybutanal, das zu den Aldolen zählt.

## Mechanismus
Die base- und säurekatalysierten Mechanismen der Aldoladdition werden an der Beispielreaktion von zwei Molekülen Acetaldehyd erklärt. 

### Basenkatalysierte Aldoladdition
Im Folgenden wird der Mechanismus der basenkatalysierten Aldoladdition anhand des obigen Beispiels vorgestellt:
Das zur Carbonylgruppe des Acetaldehyds α-ständige Wasserstoffatom ist aufgrund der Carbonylverbindung acide, d. h., dass an der α-Position des Kohlenstoffatoms ein Wasserstoffatom durch eine starke Base abgespalten werden kann. In diesem Beispiel wird der Acetaldehyd (1) durch ein Hydroxid-Ion deprotoniert. Es entsteht ein mesomeriestabilisiertes Carbanion/Enolat 2. Das nucleophile Enolat 2 greift die Carbonylgruppe eines weiteren Acetaldehyds an. Es bildet sich ein Alkoholat 3, das protoniert wird. Damit bildet sich ein Aldol 4, in diesem Fall 3-Hydroxybutanal.

### Säurekatalysierte Aldoladdition
Im Folgenden wird der Mechanismus der säurekatalysierten Aldoladdition ebenfalls am obigen Beispiels vorgestellt:
Bei der säurekatalysierten Aldoladdition wird das Sauerstoffatom der Carbonylgruppe des Acetaldehyds (1) protoniert. In Gegenwart einer Säure bildet sich aus dem Acetaldehyd im Zuge einer Keto-Enol-Tautomerie ein Enol. Dieses greift nun die protonierte Carbonylgruppe 5 nucleophil an. Es bildet sich ein protoniertes Aldol 6. Durch Deprotonierung entsteht ebenfalls 3-Hydroxybutanal (4).